# Arrondissement de Tuchel
L'arrondissement de Tuchel est un arrondissement prussien qui existe de 1875 à 1920. Il est situé dans la partie de la Prusse-Occidentale qui, après la Première Guerre mondiale, est rattachée à la Pologne par le traité de Versailles en 1920. Son chef-lieu est Tuchel. De 1939 à 1945, l'arrondissement est à nouveau créé dans la Pologne occupée par le régime nazi, en tant que partie du nouveau Reichsgau de Dantzig Prusse-Occidentale. Aujourd'hui, l'ancien territoire de l'arrondissement se trouve dans la voïvodie polonaise de Poméranie.

La province de Prusse-Occidentale 1919
District de Dantzig
District de Marienwerder

## Histoire
Le territoire de l'arrondissement de Tuchel est rattaché à la Prusse par le premier partage de la Pologne en 1772 et fait depuis partie de l'arrondissement de Konitz (de). Par l'ordonnance des autorités provinciales prussiennes du 30 avril 1815 et ses dispositions d'application, le territoire est rattaché au nouveau district de Marienwerder de la nouvelle province province de Prusse-Occidentale. Du 3 décembre 1829 au 1er avril 1878, la Prusse-Occidentale et la Prusse-Orientale sont réunies dans la province de Prusse.
En raison de l'augmentation constante de la population au XIXe siècle, plusieurs arrondissements de Prusse-Occidentale se sont révélés trop grands et une réduction de leur taille est apparue nécessaire. C'est dans ce contexte que le nouveau arrondissement de Tuchel est créé en 1875 à partir de parties de l'arrondissement de Konitz. Le bureau de l'arrondissement est installé dans la ville de Tuchel. En 1878, la province de Prusse est divisée en deux provinces, la Prusse-Orientale et la Prusse-Occidentale, dont l'arrondissement fait désormais partie.
En raison des dispositions du traité de Versailles, l'arrondissement a dû être cédé à la  Pologne dans le but d'établir le corridor de Dantzig. L'arrondissement continue à exister sous le nom de powiat de Tuchola.
Après l'invasion de la Pologne et l'annexion illégale du territoire par le Reich allemand, le territoire de l'arrondissement est rattaché le 26 novembre 1939, en tant qu'arrondissement de Konitz, au district  de Bromberg dans le nouveau Reichsgau de Dantzig Prusse-Occidentale. Après avoir été occupé par l'Armée rouge au printemps 1945, l'arrondissement de Konitz revient à la Pologne.

## Population
Voici ci-dessous un aperçu avec des informations officielles sur le nombre d'habitants, les confessions et les groupes linguistiques :
| Année                            | 1890              | 1900             | 1910              |
| Habitants                        | 27 646            | 29 282           | 33 951            |
| Protestants Catholiques Juifs    | 5 92821.041 674   | 5 596 23 189 496 | 7 085 26 498 338  |
| Germanophones Bilingues Polonais | 10 006 468 17.167 | 9 806 710 18 762 | 11 265 409 22 247 |

## Politique

### Administrateurs de l'arrondissement
- 1874–187800Tortilowicz
- 1879–188500Ludwig Blümke (de)
- 1885–189100Clemens von Delbrück
- 1891–189500Ernst Reinhold Gerhard von Glasenapp (de)
- 1895–190400Emil Venske (de)
- 1904–191400Richard von Puttkamer
- 1914–191900Hugo Tortilowicz von Batocki-Friebe (de)

### Constitution communale
L'arrondissement de Konitz est divisé en la ville de Tuchel, des communes rurales et des districts de domaine indépendants.

### Élections
Dans l'Empire allemand, l'arrondissement de Tuchel et l'arrondissement de Konitz forment la 6e circonscription du district de Marienwerder. Cette circonscription est remportée à toutes les élections parlementaires entre 1871 et 1912 par des candidats de la faction polonaise.

## Villes et communes
En 1912, l'arrondissement de Tuchel comprend la ville du même nom et 54 communes : 
| - Alt Summin - Bagnitz - Bialla - Bladau - Brohse - Drausnitz - Dzeks - Glowka - Groß Bislaw - Groß Budzisk - Groß Gatzno - Groß Mangelmühle - Groß Schliewitz (en) - Hoheneiben | - Iwitz - Jablonka - Jehlenz - Kamionka - Kamnitz - Kelpin - Klein Bislaw - Klein Gatzno - Klein Klonia - Klein Mangelmühle - Klein Schliewitz - Klonowo - Klotzek - Koslinka | - Krong - Krummstadt - Liebenau - Lissinni - Luboczyn - Minikowo - Neu Summin - Neu Tuchel - Nikolaiken - Okiersk - Okonin am Walde - Ostrowo - Pantau - Petztin | - Plassowo - Polnisch Cekzin (en) - Prust - Przyrowo - Reetz - Rosochatka - Repnitz - Sehlen - Sluppi (en) - Stobno - Trutnowo - Tuchel, ville - Zwangsbruch |

L'arrondissement comprend également 31 districts de domaine.

## L'arrondissement de Tuchel en Pologne occupée 1939-1945

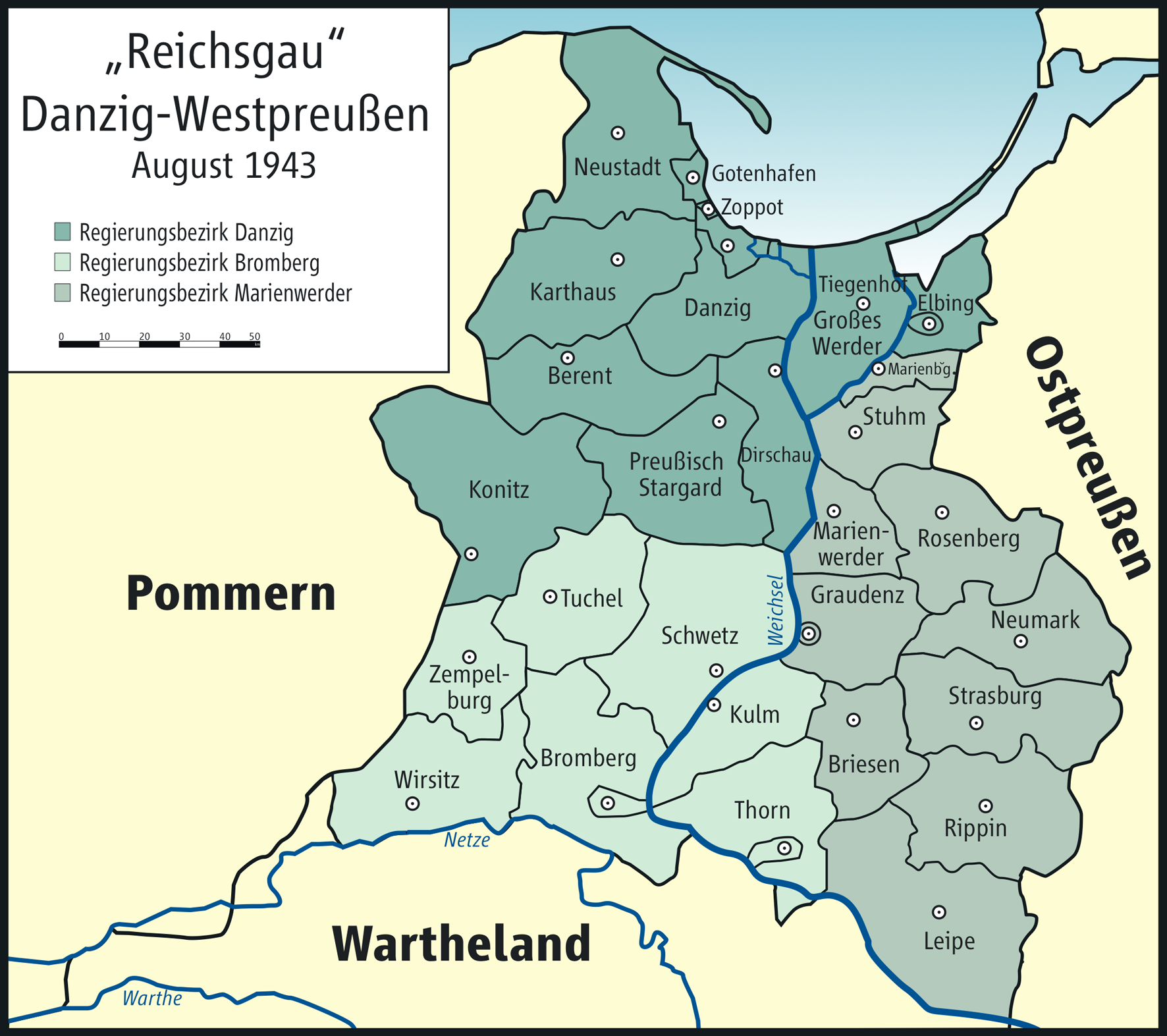
Reichsgau de Dantzig Prusse-Occidentale (août 1943)

### Histoire
Après l'invasion allemande de la Pologne, l'arrondissement dans ses frontières de 1920 devient une partie du nouveau Reichsgau Prusse-Occidentale - plus tard Dantzig Prusse-Occidentale - dans le nouveau district de Bromberg. La ville de Tuchel est soumise au code communal allemand en vigueur dans le Reich à partir de 30 janvier 1935, qui prévoit la mise en œuvre du principe du leader au niveau communautaire. Les autres communes sont regroupées en districts de bureau et il n'y a plus de districts de domaine.

### Administrateur de l'arrondissement
- 1940–1945 Udo Sachse

### Changements de noms de lieux
Par décret non publié du 29 décembre 1939, les noms de lieux jusqu'alors polonais restent provisoirement en vigueur.
Par l'"ordonnance relative à la modification des noms de lieux" du Reichstatthalter de Dantzig Prusse-Occidentale du 25 juin 1942, tous les noms de lieux sont germanisés avec l'accord du ministre de l'Intérieur du Reich. Il s'agit sans exception de nouvelles désignations, c'est-à-dire d'une adaptation phonétique ou d'une traduction, par exemple
- Bralewitz → Wilhelmsflur
- Drausnitz → Drausnest
- Groß Bislaw → Bislau
- Groß Klonia → Klehnboden
- Groß Komorze → Waldkammer
- Kamionka → Heidefließ
- Klein Bislaw → Bislauheim
- Lubotschin → Laub, Tucheler Heide
- Przyrowo → Christinenfelde
- Stobno → Stöbensee

## Personnalités liées à l'arrondissement
- Max Liebermann von Sonnenberg (1848-1911), homme politique né à Weißwasser.